# الكسندر نيلسون (لاعب كرة قدم)
الكسندر نيلسون (بالسويدية: Alexander Nilsson)‏ هو لاعب كرة قدم سويدي، ولد في 22 أغسطس 1997.

## وصلات خارجية
- الكسندر نيلسون (لاعب كرة قدم) على موقع اتحاد السويد (السويدية)
- الكسندر نيلسون (لاعب كرة قدم) على موقع قاعدة بيانات كرة القدم.إي يو (الإنجليزية)
- الكسندر نيلسون (لاعب كرة قدم) على موقع Soccerway.com (الإنجليزية)